# Brno-Maloměřice
Brno-Maloměřice – stacja kolejowa w Brnie, w kraju południowomorawskim, w Czechach. Położona jest na wysokości 245 m n.p.m.
Na stacji nie ma możliwości zakupu biletu. 

## Linie kolejowe
- 250 Havlíčkův Brod - Brno - Kúty
- 260 Česká Třebová - Brno